# The Sims (serie)
The Sims este o serie de jocuri video de simulare a vieții, creată de Maxis și publicată de Electronic Arts (EA). Seria a debutat pe 4 februarie 2000 și a devenit rapid una dintre cele mai populare francize din industria jocurilor video. Jocurile The Sims permit jucătorilor să creeze și să controleze oameni virtuali, cunoscuți sub numele de "Simși", și să le gestioneze viața, inclusiv activitățile zilnice, relațiile interpersonale, carierele și multe altele.

## Istoricul Serie

### The Sims (2000)
Primul joc din serie, The Sims, a fost lansat în anul 2000 și a fost creat de Will Wright, co-fondatorul Maxis. Jocul a fost revoluționar prin faptul că oferea jucătorilor libertatea de a crea și controla viețile unor oameni virtuali într-un mod detaliat. The Sims a devenit rapid un succes comercial și a câștigat numeroase premii.

### The Sims Online (2002)
În decembrie 2002, Maxis lansează The Sims Online, o combinație între The Sims și un joc MMOG, unde jucătorii pot interacționa între ei. Acest titlu nu atinge însă același nivel de succes precum jocul original The Sims, așa cum producătorii și dezvoltatorii se așteptau.
În cele din urmă, EA achiziționează jocul și îl transformă în "EA-LAND". În august 2008, serverele sunt închise, iar The Sims Online (EA-LAND) dispare, inclusiv site-ul oficial care nu mai funcționează.
La scurt timp, apare o campanie pentru a aduce EA-LAND înapoi sau pentru a crea un nou server. Campania poate fi găsită la adresa "http://www.playercampaigns.com", arhivată pe 15 septembrie 2008 în Wayback Machine.

### The Sims: Bustin' Out (2003)
The Sims Bustin' Out este un joc video de simulare a vieții, dezvoltat de Maxis și publicat de Electronic Arts. Lansat în 2003 pentru consolele PlayStation 2, Xbox, GameCube, Game Boy Advance și N-Gage, jocul face parte din seria The Sims și oferă o experiență distinctă față de titlurile principale. The Sims Bustin' Out introduce noi locații, obiecte și oportunități de carieră, permițând jucătorilor să își mute Simșii dintr-o locație în alta și să interacționeze cu diferite medii și personaje. Versiunile pentru consolele portabile oferă o perspectivă diferită, concentrându-se pe misiuni și obiective specifice.

### The Sims 2 (2004)
The Sims 2 a fost lansat în septembrie 2004 și a adus îmbunătățiri semnificative față de predecesorul său, inclusiv grafica 3D completă, un sistem de moștenire genetică și o gamă mai largă de opțiuni de personalizare. The Sims 2 a fost la fel de bine primit ca și primul joc, generând multiple pachete de expansiune și kit-uri de obiecte.

### The Urbz: The Sims in the City (2004)
The Urbz: Sims in the City este un joc video din seria The Sims, dezvoltat de Maxis și publicat de Electronic Arts. Lansat în 2004 pentru consolele PlayStation 2, Xbox, GameCube și Game Boy Advance, jocul introduce jucătorii într-un mediu urban vibrant, unde Simșii trebuie să câștige influență și reputație în diversele cartiere ale orașului. Spre deosebire de jocurile tradiționale The Sims, The Urbz pune accent pe atingerea unor obiective sociale și de carieră, explorând viața urbană într-un stil distinctiv și plin de culoare.

### The Sims 3 (2009)
The Sims 3, lansat în iunie 2009, a introdus un nou motor grafic și un mediu de joc deschis, permițând Simșilor să se deplaseze liber prin cartier fără ecrane de încărcare. Personalizarea a fost dusă la un nou nivel cu The Sims 3, datorită instrumentului "Create-A-Style" care permitea personalizarea culorilor și texturilor pentru aproape orice obiect din joc.

### The Sims Stories (2007-2008)
The Sims Stories este o serie de jocuri pentru calculator din seria The Sims, bazat pe motorul original The Sims 2, optimizate pentru a fi jucate pe laptop-uri, având astfel cerințe de sistem mai mici decât jocul original The Sims 2, dar acestea pot fi jucate și pe calculatoarele de birou. O caracteristică a acestui joc, dacă este jucat pe un laptop, este funcția "auto-pause", care are rolul de a opri și a porni jocul în funcție de poziția capacului laptop-ului. În prezent, au fost lansate trei jocuri.

### MySims (2007)
MySims este un joc video dezvoltat de EA Redwood Shores și publicat de Electronic Arts ca un spin-off al francizei The Sims de la Maxis pentru Wii și Nintendo DS în septembrie 2007, relansat pentru Microsoft Windows și telefoane mobile în 2008 și pentru BlackBerry în 2009.

### The Sims Stories (2007-2008)
The Sims Stories este o serie de jocuri pentru calculator din seria The Sims, bazată pe motorul original The Sims 2, optimizată pentru a fi jucată pe laptopuri, având astfel cerințe de sistem mai mici decât jocul original The Sims 2, dar acestea pot fi jucate și pe calculatoarele de birou. O caracteristică a acestui joc, dacă este jucat pe un laptop, este funcția "auto-pause", care oprește și pornește jocul în funcție de poziția capacului laptopului. În prezent, au fost lansate trei jocuri din această serie.

### The Sims 4 (2014)
The Sims 4 a fost lansat în septembrie 2014 și a continuat tradiția de personalizare și simulare complexă. A introdus un nou sistem de emoții care influențează comportamentul și interacțiunile Simșilor. De asemenea, a oferit un mod de construcție mai intuitiv și un instrument de creare a Simșilor mai detaliat.

## Pachete de Expansiune și Kit-uri
Fiecare joc din seria principală The Sims a fost urmat de numeroase pachete de expansiune și kit-uri de obiecte care adaugă noi funcții, obiecte, și mecanici de joc. De exemplu, pachetele de expansiune pentru The Sims 2 au inclus teme variate, cum ar fi "Nightlife" (viață de noapte), "University" (viață universitară), și "Seasons" (anotimpuri).
The Sims 3 a continuat această tradiție cu expansiuni precum "World Adventures" (aventuri în lume), "Ambitions" (ambiții profesionale), și "Late Night" (viață de noapte).
The Sims 4 a lansat până în prezent multiple pachete de expansiune notabile, inclusiv "Get to Work" (la muncă), "City Living" (viață urbană), și "Eco Lifestyle" (stil de viață ecologic).

## Impactul Cultural
Seria The Sims a avut un impact semnificativ asupra culturii pop și a influențat numeroase alte jocuri de simulare. A fost lăudată pentru reprezentarea diversității și pentru capacitatea sa de a oferi jucătorilor un mediu sigur și creativ în care să experimenteze diferite aspecte ale vieții.

## Comunitatea și Modding-ul
Comunitatea jucătorilor de The Sims este extrem de activă și creativă. Unul dintre aspectele cele mai remarcabile ale seriei este suportul pentru modding, care permite jucătorilor să creeze și să distribuie conținut personalizat. De la haine și mobilier, până la moduri care schimbă mecanicile de joc, comunitatea de modding a contribuit semnificativ la longevitatea și succesul seriei.

## Viitorul Serie
Cu toate că The Sims 4 continuă să primească actualizări și conținut nou, fanii așteaptă cu nerăbdare anunțuri despre The Sims 5. Deși Maxis și EA nu au dezvăluit detalii concrete despre următorul joc din serie, așteptările sunt mari pentru noi inovații și îmbunătățiri în gameplay și personalizare.

## Concluzie
Seria The Sims a reușit să captiveze milioane de jucători de-a lungul anilor prin combinarea elementelor de simulare a vieții cu o libertate creativă vastă. De la primele case construite în The Sims până la orașele vibrante din The Sims 4, seria continuă să evolueze și să inspire generații de jucători.